# Лейла Росс-Шір
Лейла Ельберта Росс-Шір (англ. Leila Elberta Ross-Shier; уроджена Мактаґгарт 16 листопада 1886 — 26 вересня 1968) — музикантка, педагогиня і композиторка з Кайманових островів. Росс-Шір написала національний гімн Кайманових островів «Beloved Isle Cayman» (Коханий острів Кайман).

## Біографія
Росс-Шір народилася 16 листопада 1886 року на Великому Каймані. Працювала вихователькою, бібліотекаркою, була реєстраторкою народжень та смертей. Вона заохочувала всіх старшокласників читати, незалежно від кольору шкіри, незважаючи на норму сегрегації того часу.
Росс-Шір написала пісню «Улюблений острів Кайман» у 1930 році. Вона також писала гімни та балади, організовувала концерти та була церковною органісткою.
Росс-Шір була однією із підписантів петиції, яка призвела до надання жінкам виборчих прав на Кайманових островах у 1959 році.
Росс-Шір померла 26 вересня 1968 року на Великому Каймані.